# Ferruccio Ulivi
Ferruccio Ulivi (Borgo San Lorenzo, 10 settembre 1912 – Roma, 5 novembre 2002) è stato un critico letterario e scrittore italiano.

## Biografia
Laureato a Firenze in Giurisprudenza nel 1934, scrittore, poeta, critico letterario, è stato docente di letteratura italiana presso le Università di Bari, Perugia e Roma "La Sapienza", affiancando all'attività di saggista (con importanti contributi su Manzoni , Tasso, Carducci, Nievo, D'Annunzio, Petrarca e Boiardo) quella di raffinato narratore .
Dopo essersi formato tra il caffè letterario del circolo delle "Giubbe Rosse", frequentato fra i molti da Montale e Carlo Bo, e numerosi altri centri culturali del tempo, ha collaborato con riviste quali Letteratura e Campo di Marte, dirette rispettivamente da Bonsanti e da Pratolini e Gatti. Nel 1941 si trasferì a Roma, dove lavorò sotto Giulio Carlo Argan al Ministero dell'Educazione Nazionale, poi Ministero della Pubblica Istruzione. Dal dopoguerra ha dedicato sempre maggiore tempo alla carriera universitaria, inizialmente a Bari, poi a Perugia e infine dal 1970 a Roma all'Università "La Sapienza".
Sin dai primi anni ha maturato amicizie con letterati e artisti del suo tempo, tra cui Montale, Rosai, Pasolini, Gentilini e altri numerosi frequentatori dei salotti letterari di quegli anni .
Ha vissuto gran parte della sua vita a Roma, animando spesso il dibattito critico, con una particolare attenzione alla poesia contemporanea e alla letteratura del '500 e del '700. Parte della sua biblioteca, arricchita negli anni da numerose opere della letteratura italiana e straniera, dall'età classica a quella contemporanea è stata donata al Gabinetto Viesseux di Firenze, in cui è istituito a suo nome un Fondo letterario.
Gli sono stati assegnati numerosi premi letterari, fra cui il Premio Selezione Campiello, il Premio Letterario Basilicata, il Premio Nazionale Rhegium Julii per la narrativa, il Montefeltro e il Camposampiero.
Ha collaborato con la casa editrice Newton Compton, per la quale ha curato numerosi volumi.
È sepolto nel cimitero di Poggio Moiano, nell'Alta Sabina, luogo che amava e che frequentava costantemente. Alla sua figura è stato intitolato l'Istituto Comprensivo del comune.

## Opere principali
- Federigo Tozzi, Morcelliana, Brescia 1946.
- Il romanticismo di Ippolito Nievo, A.V.E., Roma 1947.
- Il Manzoni lirico e la poetica del Rinnovamento, Gismondi, Roma 1950.
- Galleria di scrittori d'arte, Sansoni, Firenze 1953.
- Il primo Carducci, Le Monnier, Firenze 1957.
- L'imitazione nella poetica del Rinascimento, Morzorati, Milano 1957.
- Settecendo neoclassico, Nistri-Lischi, Pisa, 1957.
- Dal Manzoni ai decadenti, Sciascia, Caltanissetta-Roma 1963.
- I poeti della Scuola Romana dell'Ottocento. Antologia, Bologna, Cappelli, 1964.
- Il manierismo del Tasso e altri studi, Olschki, Firenze 1966.
- Figure e protagonisti dei "Promessi Sposi", ERI, Tprino 1967.
- Poesia come pittura, Adriatica, Bari 1969.
- Stile e critica. Avviamento alo studio della letteratura italiana (con G. Petrocchi), Adriatica, Bari 1969.
- Prospettive e problemi. Antologia della critica letteraria e della civiltà italiana (con R. Macchioni Jodi), 8 voll., D'Anna, Messina-Firenze 1971.
- La letteratura verista, Nuova ERI, Torino 1972.
- Manzoni. Storia e Provvidenza, Bonacci, Roma 1974.
- Le ceneri al vento, Mondadori, Milano 1977.
- Il visibile parlare. Saggi sui rapporti fra lettere e arti, Sciascia, Caltanissetta-Roma 1978.
- Le mani pure, Rizzoli, Milano 1979.
- Le mura del cielo, Rizzoli, Milano 1981.
- La notte di Toledo, Rusconi, Milano 1983.
- Manzoni, Rusconi, Milano 1986.
- Trenta denari, Rusconi, Milano 1986.
- D'Annunzio, Rusconi, Milano 1988.
- La parola pittorica, Sciascia, Caltanissetta-Roma 1990.
- L'anello, Rusconi, Milano 1990.
- Storie bibliche d'amore e di morte, Edizioni Paoline 1990.
- La straniera, Mondadori, Milano 1991.
- L'angelo rosso, Piemme, Casale Monferrato 1992.
- Tempesta di marzo, Piemme, Casale Monferrato 1993.
- Torquato Tasso. L'anima e l'avventura, Piemme, Casale Monferrato 1995.
- Come il tragitto di una stella. Giuseppe di Nazareth: sogno, amore e solitudine, Edizioni S. Paolo, Milano 1997.